# Зимова Універсіада 1966
Зимова Універсіада 1966 — IV зимова Універсіада, пройшла на зимовому курорті Сестрієре в Італії з 5 по 13 лютого 1966 року.

## Медальний залік
| Місце  | Країна         | Золото | Срібло | Бронза | Загалом |
| ------ | -------------- | ------ | ------ | ------ | ------- |
| 1      | СРСР           | 5      | 4      | 3      | 12      |
| 2      | Франція        | 5      | 2      | 1      | 8       |
| 3      | Японія         | 3      | 2      | 2      | 7       |
| 4      | Швейцарія      | 2      | 2      | 2      | 6       |
| 5      | Болгарія       | 2      | 0      | 0      | 2       |
| 6      | Польща         | 1      | 4      | 3      | 8       |
| 7      | Угорщина       | 1      | 0      | 0      | 1       |
| 8      | США            | 0      | 2      | 1      | 3       |
| 9      | Чехословаччина | 0      | 1      | 4      | 5       |
| 10     | Австрія        | 0      | 1      | 1      | 2       |
| 11     | Румунія        | 0      | 1      | 0      | 1       |
| 12     | Італія         | 0      | 0      | 1      | 1       |
| 12     | ФРН            | 0      | 0      | 1      | 1       |
| Всього | Всього         | 19     | 19     | 19     | 57      |

## Хокей з шайбою
У турнірі брали участь дев'ять команд. На першому етапі змагання проходили в трьох групах. По дві кращі збірні здобули право боротися за медалі Універсіади. також проводився турнір між третіми командами: 7) Югославія, 8) Австрія, 9) Угорщина.
Збірна СРСР була сформована на базі двох клубів: воскресенського «Хіміка» і київського «Динамо». Під прапором студентської збірної Румунії грала «Стяуа» (Бухарест), представником Канади став клуб «Манітоба Бізонс».
Підсумкова таблиця фінальної групи:
| М | Команда        | І | В | Н | П | РШ    | О  |
| - | -------------- | - | - | - | - | ----- | -- |
| 1 | СРСР           | 5 | 5 | 0 | 0 | 44-13 | 10 |
| 2 | Румунія        | 5 | 3 | 0 | 2 | 34-17 | 6  |
| 3 | Чехословаччина | 5 | 3 | 0 | 2 | 28-13 | 6  |
| 4 | Канада         | 5 | 2 | 0 | 3 | 18-24 | 4  |
| 5 | Фінляндія      | 5 | 2 | 0 | 3 | 21-33 | 4  |
| 6 | Італія         | 5 | 0 | 0 | 5 | 5-50  | 0  |

Склад чемпіонів Універсіади:
| Гравець            | Позиція    | Клуб                 |
| ------------------ | ---------- | -------------------- |
| Микола Кульков     | воротар    | «Динамо» Київ        |
| Валерій Зубарєв    | воротар    | «Хімік» Воскресенськ |
| Віктор Мосягін     | захисник   | «Динамо» Київ        |
| Борис Нужин        | захисник   | «Динамо» Київ        |
| Володимир Альошин  | захисник   | «Динамо» Київ        |
| Олександр Сапелкін | захисник   | «Хімік» Воскресенськ |
| Юрій Ляпкін        | захисник   | «Хімік» Воскресенськ |
| Валерій Нікітін    | нападник   | «Хімік» Воскресенськ |
| Юрій Морозов       | нападник   | «Хімік» Воскресенськ |
| Віктор Каштанов    | нападник   | «Хімік» Воскресенськ |
| Анатолій Козлов    | нападник   | «Хімік» Воскресенськ |
| Юрій Чичурін       | нападник   | «Хімік» Воскресенськ |
| Віктор Кунгурцев   | нападник   | «Хімік» Воскресенськ |
| Валентин Козін     | нападник   | «Локомотив» Москва   |
| Ігор Тузик         | нападник   | «Динамо» Київ        |
| Сергій Серебряков  | нападник   | «Динамо» Київ        |
| Герман Григор'єв   | нападник   | «Динамо» Київ        |
| Дмитро Богінов     | ст. тренер | «Динамо» Київ        |